# Pierre de Vielle-Bride
Pierre de Vielle-Bride (ca. 1200 - Al Marqab, 1253) was van 1240 tot aan 1242 de 18e grootmeester van de Orde van Sint-Jan van Jeruzalem. Hij volgde in 1240 Bertrand de Comps op.
Pierre is een telg uit de adellijke familie Vieille-Brioude uit het zuiden van Auvergne. Omstreeks het jaar 1217 is hij naar het Heilige Land gekomen in de nabijheid van Guérin de Montaigu. In zijn eerste maanden van zijn regering verbleef hij op de burcht van Al Marqab, om een aanval te coördineren op de sultan van Aleppo.
Waarschijnlijk heeft hij in 1242 zijn functie neergelegd, want Guillaume de Châteauneuf volgde hem in dat jaar op.
In 1244 stond het leger van de Orde samen met de legers van de kruisvaardersstaten tegenover het leger van de sultan van Caïro. De daarop volgende Slag bij La Forbie werd een fiasco. Slechts zestien ridders van de Orde wisten de slachtpartij te ontkomen. Pierre de Vielle-Bride werd in die slag gevangengenomen.
Pierre stierf in 1253 zeer waarschijnlijk in Al Marqab. Hij ligt begraven in een grafkapel in Acre.